# Оле Бішоф
Оле Бішоф  (нім. Ole Bischof, 27 серпня 1979) — німецький дзюдоїст, олімпійський чемпіон.

## Виступи на Олімпіадах
| Олімпіада   | Дисципліна             | Місце |
| ----------- | ---------------------- | ----- |
| Пекін 2008  | напівсередня категорія | 1     |
| Лондон 2012 | напівсередня категорія | 2     |